# Timothy Bloodworth
Timothy Bloodworth (New Hanover megye, 1736 – Wilmington, 1814. augusztus 24.) az Amerikai Egyesült Államok szenátora (Észak-Karolina, 1795–1801).